# Chevroux (Ain)
Chevroux je francouzská obec v departementu Ain v regionu Auvergne-Rhône-Alpes. V roce 2012 zde žilo 941 obyvatel.

## Sousední obce
Bâgé-la-Ville, Boz, Gorrevod, Boissey, Dommartin, Manziat, Ozan, Saint-Étienne-sur-Reyssouze

## Vývoj počtu obyvatel
Počet obyvatel